# 同安河
同安河，位于中国广西壮族自治区平乐县东南部，是榕津河右岸支流，发源于平乐县源头镇九洞村，源头处有5处温泉穴分布于田垌中间，干流自源头蜿蜒北流，于张家镇榕津村汇入榕津河。河长46千米，流域面积307平方千米。